# José Moratón
José Moratón Taeño, más conocido como Moratón o Mora (Santander, Cantabria, España; 14 de julio de 1979), es un exfutbolista español que actuaba como defensa central. Su última temporada, la 2010/11, la jugó en la Unión Deportiva Salamanca.

## Trayectoria
Es un jugador procedente de las categorías inferiores del Racing de Santander. Anteriormente jugaba en el equipo de su barrio, el Benidorm, entrenado por el entrenador Juanjo. Su trayectoria profesional empezó en 1997 en el Racing B y desde el verano de 2001 figuraba en la primera plantilla. Ha disputado 136 partidos con el Racing en Primera División y ha conseguido tres goles, uno de los cuales supuso el ascenso a la máxima categoría en El Sardinero ante el Atlético de Madrid. Asimismo ha disputado 32 partidos con el Racing en Segunda División.
Debutó siendo aún jugador del filial, el 13 de diciembre de 1998 en la jornada 14 de Primera División, en un partido Racing-Tenerife y volvió a jugar un encuentro con la primera plantilla en el torneo de Copa de la campaña 2000/01. A partir de la temporada 2001/02 se ganó la titularidad con el primer equipo, con el que ascendió esa temporada con un gol suyo en un partido que el Racing ganó 1-0 al ya campeón de liga Atlético de Madrid.
Durante la temporada 2002/03 jugó prácticamente todos los partidos, marcando 3 goles, aunque en un partido contra el Athletic Club sufrió una dura entrada por parte de Carlos Gurpegui, por lo que tuvo que ser sustituido. Pese a la dureza de la entrada solo se perdió un partido, pero a partir de ahí comenzaron varios problemas con las lesiones. En la temporada 2003/04 ya se notaron sus evidentes problemas físicos, debido a que solo pudo participar en 19 partidos. En la temporada 2004/05 recuperó su estado de forma y no tuvo problemas con las lesiones, por lo que recuperó la titularidad y el brazalete de capitán que ya estrenó en años anteriores. Jugó 35 partidos.
La siguiente temporada, la 2005/06, volvió a tener problemas con las lesiones en la segunda parte del campeonato y fue relegado al banquillo, pero regresó para disputar los últimos partidos y ayudó a la consecución de una salvación agónica por parte del Racing. En el verano de 2006 sufriría una grave lesión que lo tuvo un año sin poder jugar con el equipo en la temporada 2006/07, pese a que jugó unos minutos en un partido contra el Real Zaragoza. Debido a esa lesión no pudo disputar más partidos esa temporada.
A partir de ahí tuvo múltiples problemas con las lesiones, en la temporada 2007/08, jugando 18 partidos pero muy pocos saliendo de titular. En la temporada 2008/09 y en la temporada 2009/10, sus dos últimas con el club, hizo breves apariciones. Doce y once partidos respectivamente, debido a las lesiones. En la pretemporada de la campaña 2010-11 fue fichado por la Unión Deportiva Salamanca para las dos siguientes temporadas. 
El 6 de junio de 2011, anunció su retirada del fútbol a sus 31 años. En la actualidad ejerce como entrenador de las categorías inferiores del Racing de Santander.

## Clubes
| Club                      | País   | Temporada | Encuentros disputados | Goles |
| ------------------------- | ------ | --------- | --------------------- | ----- |
| Racing de Santander       | España | 1998-1999 | 1                     | 0     |
| Racing B                  | España | 1999-2000 | 0                     | 0     |
| Racing B                  | España | 2000-2001 | 27                    | 0     |
| Racing de Santander       | España | 2001-2002 | 32                    | 1     |
| Racing de Santander       | España | 2002-2003 | 34                    | 3     |
| Racing de Santander       | España | 2003-2004 | 19                    | 0     |
| Racing de Santander       | España | 2004-2005 | 35                    | 0     |
| Racing de Santander       | España | 2005-2006 | 24                    | 0     |
| Racing de Santander       | España | 2006-2007 | 1                     | 0     |
| Racing de Santander       | España | 2007-2008 | 18                    | 0     |
| Racing de Santander       | España | 2008-2009 | 12                    | 0     |
| Racing de Santander       | España | 2009-2010 | 11                    | 0     |
| Unión Deportiva Salamanca | España | 2010-2011 | 33                    | 5     |